# Cactus (группа)
Cactus — американская рок-группа, образовавшаяся в 1970 году в Нью-Йорке и исполнявшая жёсткий хард-рок с элементами блюз-рока. Пять альбомов Cactus входили в Billboard 200; наивысшей позиции (#54, 1972) достиг дебютный альбом.

## История группы
Группа первоначально задумывалась, как результат слияния ритм-секции Vanilla Fudge (Тим Богерт, Кармайн Эппис) c ядром The Jeff Beck Group, Джеффом Беком и вокалистом Родом Стюартом. Но Бек попал в автомобильную аварию и выбыл из строя на полтора года, а Стюарт вошёл в состав The Faces. На их место в начале 1970 года были приглашены гитарист Джим Маккарти из Detroit Wheels и вокалист Расти Дэй (настоящее имя Russell Edward Davidson) из The Amboy Dukes, группы Теда Ньюджента. Квартет, некоторое время рекламировавшийся, как «американский Led Zeppelin», исполнял жёсткий блюз-/хард-рок с элементами гаражного рока и традиционного буги. В числе известных музыкантов, называвших себя фанатами Cactus, были Эдди Ван Хален, Дэвид Ковердейл, участники Monster Magnet.
После распада группы в 1972 году Богерт и Эппис наконец воссоединились с Беком в Beck, Bogert & Appice, но трио продержалось вместе чуть более года.
В 2006 году группа воссоединилась, но уже без Дэя, убитого в своём доме в 1982 году, и с новым солистом записала 5-й альбом.

## Дискография
- 1970 — Cactus
- 1971 — One Way…Or Another
- 1971 — Restrictions
- 1972 — 'Ot 'N' Sweaty
- 2006 — Cactus V
- 2016 — Black Dawn
- 2021 — Tightrope

### Сборники
- Cactology: The Cactus Collection (1996)
- Barely Contained: The Studio Sessions (2CD, 2004)
- Fully Unleashed: The Live Gigs (2004)
- Fully Unleashed: The Live Gigs Vol. 2 (2007)